# 林登貝格島
64°55′S 59°40′W / 64.917°S 59.667°W
林登貝格島是南極洲的島嶼，位於南極大陸以東，距離羅伯特森島約20公里，直徑0.9公里，該島在1893年12月被挪威的觀鯨探險隊發現。